# Данів Михайло Богданович
Миха́йло Богда́нович Да́нів (нар. 9 листопада 1976 — 29 серпня 2014) — солдат Збройних сил України учасник російсько-української війни.

## Короткий життєпис
Народився 1976 року в місті Калуш Івано-Франківської області. Проживав у селі Велика Знам'янка Кам'янсько-Дніпровського району Запорізької області. Був активістом Запорізького Євромайдану. З початком бойових дій на сході добровольцем розвідник-санітар 1-го взводу 3-ї роти резервного батальйону оперативного призначення «Донбас», псевдо «Ахім».
Загинув у бою під Іловайськом під час виходу з оточення. Він був разом з Бані, Редом, Бірюком, Восьмим та Туром в пожежній машині, яку розстріляли з танка Т-72 зі складу 6-ї окремої танкової бригади збройних сил РФ. Ідентифікований за експертизою ДНК майже через рік. 25 липня 2015 року воїна поховали у Великій Знам'янці.
Залишилися батьки, двоє братів, дружина та двоє дітей — син 1998 р.н. і донька 2011 р.н.

## Нагороди та вшанування
За особисту мужність і героїзм, виявлені у захисті державного суверенітету та територіальної цілісності України, вірність військовій присязі під час російсько-української війни, відзначений — нагороджений
- 10 жовтня 2015 року — орденом «За мужність» III ступеня (посмертно)[1]
- на честь Михайла його позивним «Ахім» названо одну із самохідних зенітних установок 46-го окремого батальйону спеціального призначення ЗСУ «Донбас-Україна»
- нагороджений орденом «Єдність і воля» (посмертно)
- 27 листопада 2017 року нагороджений орденом «За заслуги перед Запорізьким краєм» III ступеня (посмертно)
- почесний громадянин Калуша (2023; посмертно)[2]
- Його портрет розміщений на меморіалі «Стіна пам'яті полеглих за Україну» в Києві: секція 3, ряд 7, місце 24
- Вшановується 29 серпня на щоденному ранковому церемоніалі вшанування українських захисників, які загинули цього дня в різні роки внаслідок російської збройної агресії[3]
- Іловайський Хрест (посмертно)